# Вакарчук Святослав Іванович
Святосла́в Іва́нович Вакарчу́к (14 травня 1975 , Мукачеве, Закарпатська область ) — український музикант, лідер гурту «Океан Ельзи», громадський діяч, колишній політичний діяч та голова партії «Голос», композитор, автор пісень, лейтенант ЗСУ.
Здобув всеукраїнське та міжнародне визнання як музикант, вокаліст, лідер рок-гурту «Океан Ельзи», композитор. Заслужений артист України (2005), кавалер Ордену Свободи, народний депутат України 6-го скликання від партії «Наша Україна» (від 2007 до 2008) і 9-го скл. (2019—2020). Лауреат премії імені Василя Стуса (2014). Почесний громадянин Києва (2015) та Львова (2014). Кандидат фізико-математичних наук (2009). Син колишнього міністра освіти та науки України, фізика та політика Івана Вакарчука.

## Життєпис
Народився 14 травня 1975 року в Мукачеві в сім'ї відомого українського науковця-фізика Івана Вакарчука. Дитинство та юність провів у Львові.
Батько — Іван Олександрович (1947—2020), українець, походив з українського села Старі Братушани у Молдові. Мати — Світлана Олександрівна (нар. 1947), українка, народилася в місті Мукачеві, куди у 1946 році за розподілом як освітянка отримала скерування її мама Ніна (нар. 1917, Могилів-Подільський, нині Вінницької области). Через 2 місяці після народження Святослава родина повернулася з Мукачева до Львова, де й проживала постійно.
Святослав закінчив Львівську школу № 4 з поглибленим вивченням англійської мови (тепер Львівська лінгвістична гімназія) зі срібною медаллю. Два роки у музичній школі вчився грати на скрипці та одночасно навчався грати на баяні. У шкільні роки грав у КВК, створював шкільний театр, грав у баскетбол.
1990 року поїхав за обміном до Канади, звідки привіз велику колекцію касет і записів рок-музики.
У 1991—1996 роках навчався на фізичному факультеті ЛНУ ім. Франка (спеціалізація — теоретична фізика). Друга вища освіта — економіст-міжнародник. 1996 року вступив до аспірантури кафедри теоретичної фізики того ж університету.
Влітку-восени 1994 року приєднався до артрок-гурту «Клан тиші», створеного 1992 року такому складі: Андрій Голяк (вокал), Павло Гудімов (гітара), Юрій Хусточка (бас-гітара), Денис Глінін (ударні), після того, як раніше звідти пішов Андрій Голяк. З 12 жовтня 1994 гурт взяв назву «Океан Ельзи». Святослав Вакарчук став вокалістом, автором більшості текстів і музики та незмінним лідером гурту.
Після закінчення університету Вакарчук міг продовжувати навчання за кордоном, але зосередився на музичній кар'єрі. У квітні 1998 року гурт переїхав до Києва, де записав дебютну платівку «Там, де нас нема» (1998).
У вересні 2004 року з гурту пішли басист Юрій Хусточка і клавішник Дмитро Шуров (у складі групи від 2000 року), які створили рок-гурт «Esthetic Education», а також гітарист Павло Гудімов, який створив у 2005 рок-гурт «Гудімов». Залишився лише ударник Денис Глінін. Після їхнього відходу Святослав написав пісню «Дякую».
Альбом «Ґлорія» (2005) був записаний уже новим складом «Океану Ельзи».
У 2005 році Святослав виграв премію «Viva! Найкрасивіші» у номінації «Найкрасивіший українець» за версією журналу «Viva!» та прикрасив його обкладинку.
4 листопада 2008 року в Національному академічному драматичному театрі імені Івана Франка відбувся концерт-презентація нового музичного проєкту Святослава Вакарчука «Вночі». На концерті було представлено 11 композицій, які увійшли до однойменного альбому, що складається з різноманітних за жанром, здебільшого джазових, пісень.
Влітку 2009 року Святослав Вакарчук захистив дисертацію на звання кандидата фізико-математичних наук в Інституті фізики конденсованих систем НАН України. Тема роботи: «Суперсиметрія електрона в магнітному полі». Праця над дисертацією тривала багато років, але через постійну зайнятість завершити її вдалося лише 2009 року. Раніше один з альбомів «Океану Ельзи» було названо «Суперсиметрія», а одна з пісень альбому має назву «Susy», що є абревіатурою від supersymmetry.

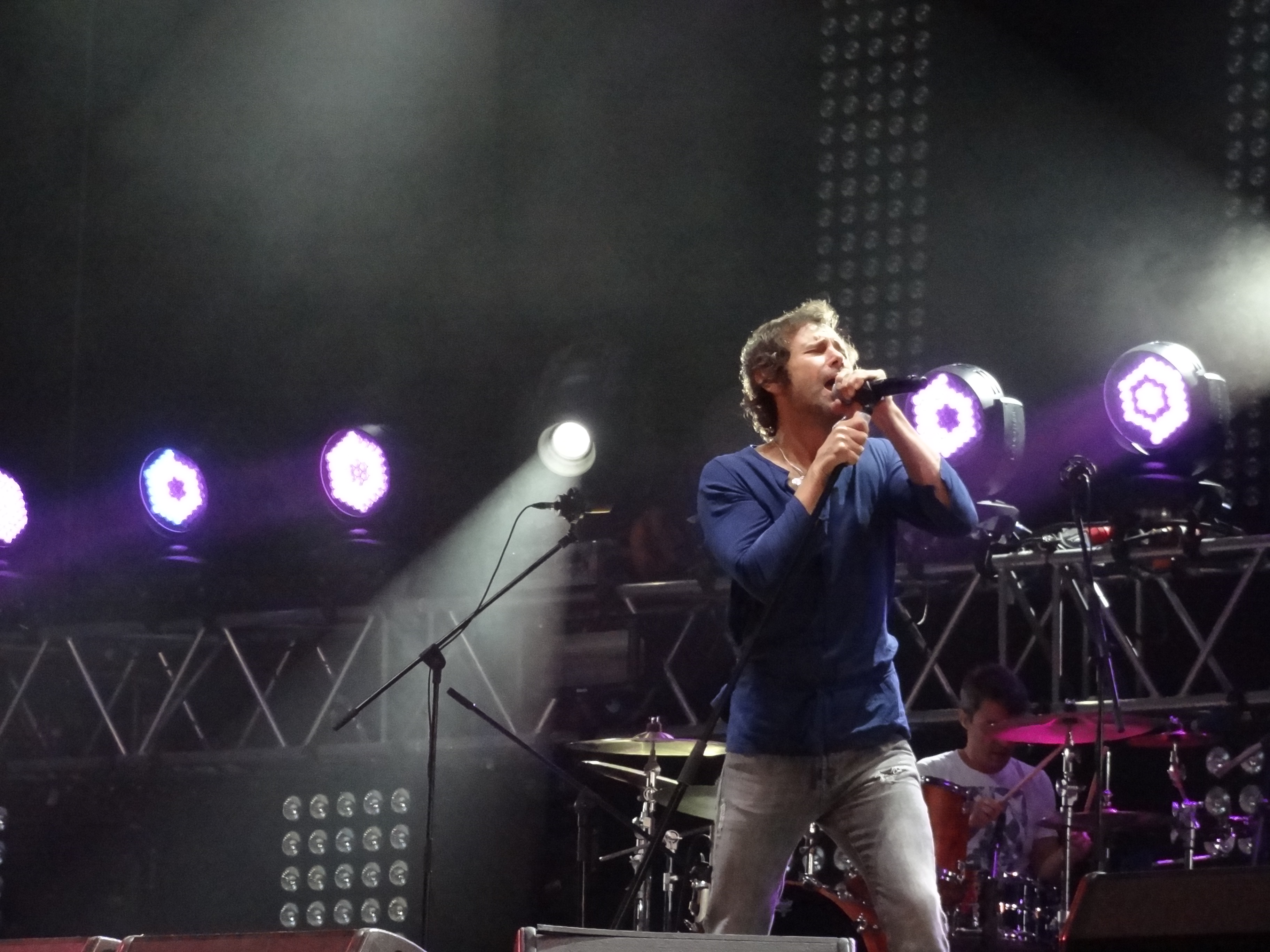
Концерт на XI Міжнародному інвестиційному форумі «Сочі — 2012» (РФ)

Окрім рідної української, вільно володіє польською, англійською та російською мовами.
Наприкінці 2011 року він презентував новий музичний проєкт «Брюссель», в якому представив пісні, що не вписуються до концепції гурту «Океан Ельзи». Для роботи над цим альбомом Святослав запросив музикантів Дмитра Шурова, Макса Малишева, Петра Чернявського та Сергія Бабкіна. Навесні 2012 року проведено тур проєкту «Брюссель». Весною 2016 року гурт «Океан Ельзи» випустив альбом «Без меж» і розпочав дворічний світовий тур, який завершився 17 червня 2017 року у Львові.
У 2013 році виступив на конкурсі «Нова хвиля» заспівавши пісню Леоніда Агутіна «Я буду всегда с тобой».
З 2017 року — член Наглядової ради Меморіального центру Голокосту «Бабин Яр».
З 3 серпня 2018 року Святослав є співведучим журналіста Івана Яковини у програмі «Несподівана фізика» на Радіо «НВ».
2021 року випустив свій третій сольний проєкт «Оранжерея». Крім нього, в проєкті взяли участь деякі учасники гурту «Океан Ельзи» — Мілош Єліч, Денис Дудко та Денис Глінін, також Денніс Аду, Григорій Чайка та переможниця проєкту «Голос» Віталіна Мусієнко.
В перші дні Російського вторгнення 2022 року, пішов до територіального центру укомплектування і уклав контракт із ЗСУ. Отримав звання лейтенанта Збройних Сил України, і направлений до львівської військово-цивільної адміністрації

## Політика

### Парламентська діяльність (2007—2008, 2019—2020)
30 вересня 2007 року Вакарчука було обрано на позачергових виборах до ВРУ за списком пропрезидентського блоку НУНС (№ 15 у списку). Був членом Комітету ВРУ з питань свободи слова та інформації, а також членом груп з міжпарламентських зв'язків.
Будучи нардепом, не подавав законопроєктів, подав 2 поправки, одна з яких була врахована.
Був присутній на засіданнях — 71 раз, відсутній — 56 разів. Пропустив 44 % засідань (з них, абсолютна більшість — вже після подання заяви про складення повноважень народного депутата). 11 вересня 2008 року добровільно склав депутатські повноваження. 16 грудня 2008 року Верховна Рада прийняла постанову про дострокове припинення повноважень народного депутата.
Сам Вакарчук у червні 2019 року розповів, що 11 вересня 2008 року він офіційно написав заяву про складання мандату і вважав за потрібне з того моменту більше не приходити в парламент. Яценюк, який тоді був головою Верховної Ради, її підписав, але керівництво блоку «Наша Україна — Народна самооборона», за списками якої він потрапив до Ради, не одразу його виключила, і таким чином, статистика його відвідувань значно погіршилась. Вакарчук додав, що до того, як написав заяву про виключення, він відповідально ставився до роботи у парламенті. «Коли ми порахували, скільки ж реально, в той час, коли я справді був депутатом, я прогулював, або точніше — не приходив, тому що я не прогулював взагалі, виявилося, що це було 10 % часу», — пояснив він.
За даними VoxUkraine, слова Вакарчука відповідають дійсності. І до написання заяви про складення мандату було пропущено всього 9 % засідань.
Вдруге був обраний до Верховної Ради на позачергових виборах 21 липня 2019 року. 11 червня 2020 року Вакарчук оголосив про плани щодо завершення роботи народним депутатом.
Це вдруге, коли Вакарчук складає мандат. Вакарчук повідомив, що має плани на реалізацію великого освітнього проекту. Замість Вакарчука його місце депутата в Раді посіла дружина екс-міністра оборони Андрія Загороднюка Аліна Свідерська.
4 вересня Росією щодо Вакарчука та, серед інших, членів партії Голос, було введено персональні санкції, на що Святослав відреагував нейтрально.

### Партія «Голос»
16 травня 2019 року на Старокиївській горі Вакарчук презентував свою політичну партію «Голос». Очолив список партії на парламентських виборах. Також він назвав п'ять ключових пунктів програми: «Перше — інтереси громадян України понад усе, екзистенційний вибір України — Європа, один закон для всіх, вільна економіка без олігархів, влада підзвітна громадянам України».
«Голос» отримав 5.82 % голосів і, відповідно, 17 депутатів за списками, ще троє депутатів від партії перемогли на одномандатних округах.
24 липня 2019 року з'їзд партії «Голос» обрав Вакарчука головою партії. 29 серпня 2019 року у парламенті була створена фракція «Голос». Керівником фракції «Голос» став Сергій Рахманін. Був членом Комітету зовнішньої політики та міжпарламентського співробітництва.
11 червня 2020 року заявив, що зареєстрував у Верховній Раді постанову про складання депутатських повноважень. 18 червня ВРУ відмовилася припинити повноваження Вакарчука, 19 червня він вийшов з фракції партії Голос.

## Інтереси
Цікавиться японською культурою та буддизмом. Серед письменників відзначає Миколу Гоголя, Івана Франка, Антона Чехова, Федора Достоєвського, Сергія Жадана, Марію Матіос, Любка Дереша, Юрія Андруховича, Юкіо Місіма і Харукі Муракамі, Германа Гессе. Музичними кумирами вважає, насамперед, легендарних «The Beatles», а також рок-гурти «The Rolling Stones», «Pink Floyd» і «Queen». Дружить із російською співачкою Земфірою. Колись на концертах Вакарчук присвячував їй пісню «Етюд» з платівки «Янанебібув» та пісню «Друг» з альбому «Модель» на концерті 23 листопада 2012 року в клубі «Stadium Live». Коли росіянка мала концерт у Києві 5 березня 2008 року, то заспівала композицію «Океану Ельзи» «Відпусти», а вокаліст гурту потім піднявся на сцену до Земфіри. 11 квітня 2013 року Земфіра на концерті в Києві присвятила пісню «Жить в твоей голове» гурту «Океан Ельзи».

## Громадянська позиція

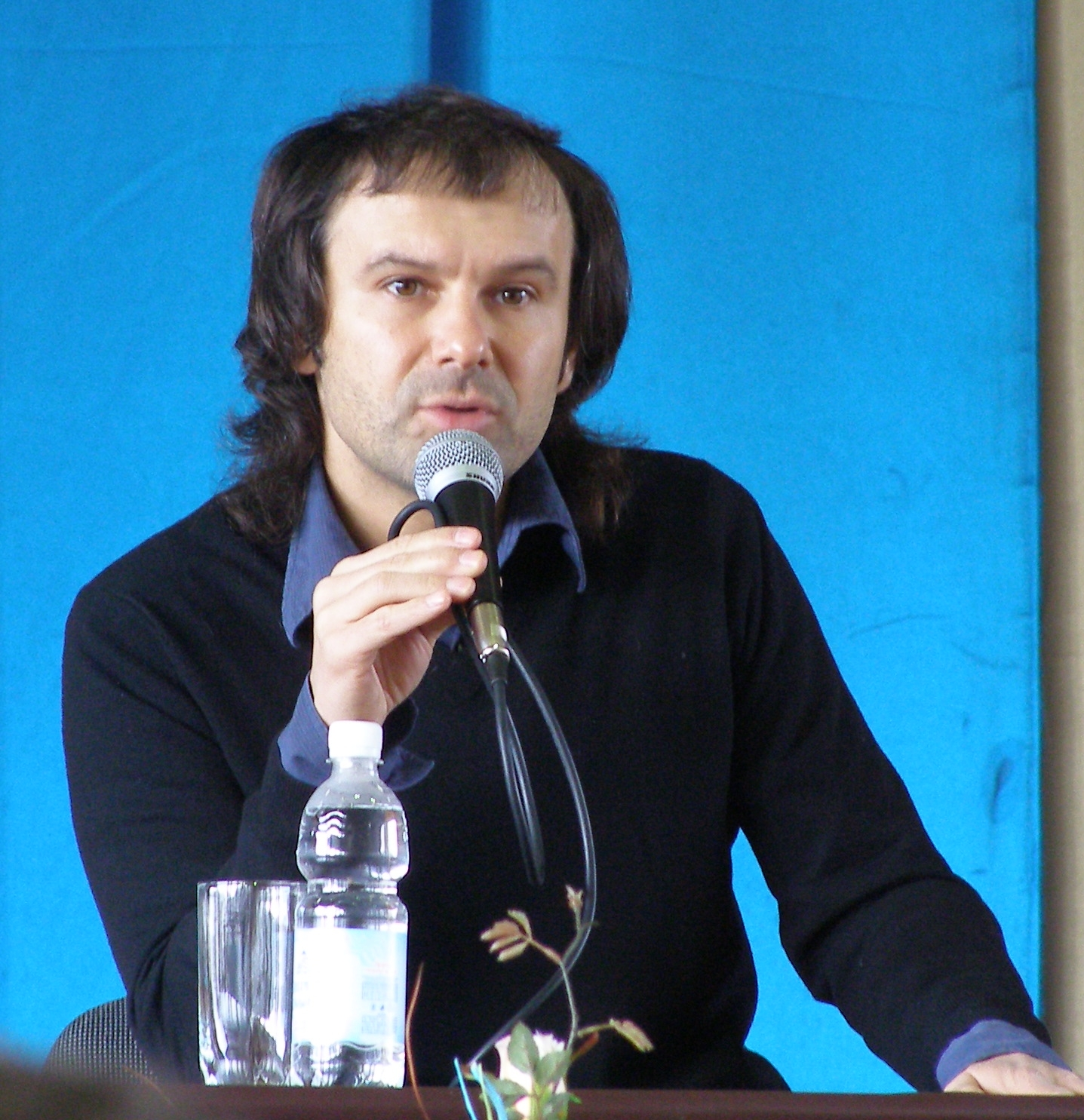
На зустрічі зі студентами Львівської політехніки 2009 року

На виборах 1999 року виступав із низкою інших співаків у промотурі на підтримку Леоніда Кучми як кандидата у Президенти. Батько Вакарчука (один із засновників Народного Руху України) був тоді довіреною особою Кучми на виборах.
На виборах 2004 року активно підтримував на той момент опозиційного лідера Віктора Ющенка. Святослав Вакарчук був активним учасником Помаранчевої революції, виступав на концертах на підтримку Ющенка на Майдані Незалежності разом із Русланою, Олегом Скрипкою та іншими музикантами і співаками. Вакарчук як посол доброї волі Програми Розвитку ООН для молоді в Україні бере участь у багатьох соціальних та культурних проєктах.
Після виходу «Глорії» 2005 року, де почали з'являтися певні соціально-політичні уривки та філософські запитання, стає послом доброї волі ООН в Україні. Проводить зустрічі зі студентами по всій Україні.
Усі кошти, отримані від продажу синглу «Веселі, брате, часи настали... (сингл)» (2006), було призначено для дитячого будинку в місті Макіївка.
У парламентських виборах 2006 року відкрито не підтримав жодну з політичних сил. Коли після простою та політичної кризи 2007 року було ухвалено рішення провести позачергові вибори до Верховної Ради, то співак увійшов до списку пропрезидентської «Нашої України — Народної самооборони». Водночас він не був членом жодної політичної партії.
Після початку чергового етапу політичної кризи в Україні, 11 вересня 2008 р. співак зняв із себе повноваження депутата. Верховна Рада ухвалила складання повноважень нардепа 16 грудня 2008 року.
|  | Знав, що у Верховній Раді відбуваються складні політичні процеси. Але те, що робиться в цьому скликанні, є боротьбою заради боротьби — й усе |

На початку 2007 року ініціював соціальний проєкт «Книга творить Людину», який мав привернути увагу суспільства до теперішньої ситуації у країні, де люди не надто прагнуть інтелектуально збагачуватись. З'явилися рекламні постери і ролики на телебаченні. У телеролику використано музику пісні «Вулиця (може все не так)» з альбому «Модель».
Заснував благодійний фонд «Люди Майбутнього».
Ініціював і профінансував установлення у центрі Львова пам'ятника композиторові Володимирові Івасюку.
6 грудня 2013 року Святослав Вакарчук оприлюднив «Звернення до молодих» і закликав молодь припинити розділяти одне одного за регіоном проживання чи політичними вподобаннями.
22 січня 2014 року Вакарчук закликав Віктора Януковича зупинити кровопролиття.
23 травня 2014 року закликав провести референдум щодо федералізації та мовного питання, але через 5 років відмовився від цієї ідеї, адже «виносити питання національної безпеки на референдум в часи, коли противник веде проти нас не лише гарячу війну, а й інформаційну — небезпечно й безвідповідально».
30 березня 2018 року Святослав Вакарчук висловився проти експлуатації тварин в цирку.
30 травня 2018 року записав відеозвернення на підтримку незаконно ув'язненого у Росії українського режисера Олега Сенцова.
29 жовтня 2018 року Святослав Вакарчук заявив, що не може стояти осторонь і якщо знадобиться обмежити себе у творчості заради того, щоб з усіма змінювати країну, то готовий це зробити.
28 січня 2019 року Святослав Вакарчук офіційно заявив, що не братиме участі у виборах президента навесні 2019 року.
16 травня 2019 року оголосив про створення політичної партії «Голос» і про участь у парламентських виборах влітку 2019 року.
Виступає за надання Криму статусу Кримськотатарської національно-територіальної автономії.

## Нагороди
- Орден Свободи (22 січня 2016) — за значний особистий внесок у державне будівництво, соціально-економічний, науково-технічний, культурно-освітній розвиток Української держави, справу консолідації українського суспільства, багаторічну сумлінну працю[59][60][61]
- Заслужений артист України (23 серпня 2005) — за значний особистий внесок у соціально-економічний, науковий та культурний розвиток України, вагомі трудові здобутки та активну громадську діяльність[62]
- Лавреат Премії імені Василя Стуса (2014)[63]
- 1 травня 2015 року, Святослав Вакарчук отримав звання «Почесного громадянина міста Львова»[64]
- 14 травня 2015 року Київська міська рада надала Вакарчуку звання «Почесний громадянин Києва»[65].
- жовтень 2023 — почесний доктор від Харківського національного університету[66].

## Цікавіфакти
- Святослав Вакарчук є автором пісні «Він чекає на неї», виконавцем якої був Олександр Пономарьов[67]. Цю пісню «Океан Ельзи» грав у рамках концертної програми «Тихий Океан» на початку 2004 року.
- 2005 року Святослав Вакарчук виграв один мільйон гривень у телешоу «Перший мільйон» — уперше за історію цієї програми в Україні. Виграш Святослав спрямував на благочинність[68].
- Святослав Вакарчук свого часу під час одного з чатів (на М1) сказав, що є амбідекстром, тобто особою, яка однаково добре володіє правою та лівою рукою[69].
- Станом на січень 2017 року мав 9 пісень у топі україномовних кліпів на YouTube.

Окрім «Океану Ельзи» Святослав співпрацює з іншими музикантами, і результатами цієї співпраці стали два альбоми:
- «Вночі» (2008)
- «Брюссель» (2011)
- Співпрацює із Христиною Соловій та Leo Mantis.

## Особисте життя
Партнерка з початку двотисячних до 2021 року — Ляля Фонарьова, в офіційному шлюбі пара не була. Виховували разом доньку Лялі від першого шлюбу з Володимиром Тарасюком, Діану Фонарьову, яку Вакарчук удочерив.. Спільних дітей не мали. У червні 2021 року Вакарчук повідомив про завершення стосунків з Лялею як пари, зазначивши, що вони «були, є і будуть близькими людьми».

### Діти
- син Іван Святославович Вакарчук (н. 19 червня 2021)[75][76].
- донька Соломія Святославівна Вакарчук (н. 21 червня 2022)[77]

19 червня 2022 року у День батька Святослав Вакарчук показав у Інстаграмі перше фото зі своїм сином.
- донька Діана Фонарьова (н.1993, удочерив)

## Статки
У 2019 році мав дві квартири у Києві, в одній з яких і жив із сім'єю. Має авто Range rover і 12 млн грн на рахунках. Також йому належить компанія «Суперсиметрія», що займається бронюванням квитків.
У своїй декларації за 2019 рік Вакарчук вказав понад 3,5 млн грн доходу, дві квартири, рояль та чотири автомобілі.

## Відеокліпи
| Рік  | Назва пісні                                                       | Режисер(и)                                           | Альбом                               |
| ---- | ----------------------------------------------------------------- | ---------------------------------------------------- | ------------------------------------ |
| 1995 | «Long Time Ago»                                                   | Володимир Зайковський                                | Там, де нас нема                     |
| 1996 | «В очах твоїх»                                                    | Володимир Зайковський                                |                                      |
| 1998 | «Там, де нас нема»                                                | Семен Горов                                          | Там, де нас нема                     |
| 1999 | «Сосни»                                                           | Семен Горов                                          | Янанебібув                           |
| 2000 | «Той день»                                                        | Віталій Клімов                                       | Янанебібув                           |
| 2000 | «Відпусти»                                                        | Андрій Некрасов                                      | Янанебібув                           |
| 2001 | «911»                                                             | Ігор та Олександр Стеколенко                         | Модель                               |
| 2001 | «Я до тебе»                                                       | Ігор та Олександр Стеколенко                         | Модель                               |
| 2001 | «Квітка»                                                          | Ігор та Олександр Стеколенко                         | Модель                               |
| 2002 | «Друг»                                                            | Луї Франк                                            | Модель                               |
| 2002 | «Холодно»                                                         | Віктор Придувалов                                    | Суперсиметрія                        |
| 2003 | «Кішка»                                                           | Віктор Придувалов                                    | Суперсиметрія                        |
| 2003 | «Майже весна»                                                     | Віктор Придувалов                                    | Суперсиметрія                        |
| 2003 | «Для тебе»                                                        | Олександр Карпенко                                   | Суперсиметрія                        |
| 2003 | «911 (Тихий океан)»                                               | Ляля Фонарьова                                       | 1221                                 |
| 2004 | «Дякую»                                                           | Віктор Придувалов                                    | Дякую! (сингл)                       |
| 2005 | «Без бою»                                                         | Віктор Придувалов                                    | GLORIA                               |
| 2005 | «Вище неба»                                                       | Ігор та Олександр Стеколенко                         | GLORIA                               |
| 2005 | «Не питай» (Live)                                                 |                                                      | GLORIA                               |
| 2006 | «Відчуваю»                                                        | Ілля Чичкан                                          | GLORIA                               |
| 2006 | «Веселі, брате, часи настали…»                                    | Віктор Придувалов                                    | Веселі, брате, часи настали… (сингл) |
| 2007 | «Все буде добре»                                                  | Віктор Придувалов                                    | Міра                                 |
| 2007 | «Зелені очі»                                                      | Ілля Чичкан                                          | Міра                                 |
| 2009 | «Я так хочу…»                                                     | Михайло Коротєєв                                     | Dolce Vita                           |
| 2010 | «Більше для нас»                                                  | Михайло Коротєєв                                     | Dolce Vita                           |
| 2010 | «Онлайн» (Live)                                                   | зйомка телеканалу «1+1»                              | Dolce Vita                           |
| 2010 | «На лінії вогню»                                                  | Семен Горов                                          | Dolce Vita                           |
| 2013 | «Обійми́»                                                          | Говард Грінхолл                                      | Земля                                |
| 2013 | «Стріляй»                                                         | Майк Брюс                                            | Земля                                |
| 2013 | «Rendez-Vous»                                                     | Майк Брюс                                            | Земля                                |
| 2013 | «Стіна» (Live)                                                    | Володимир Шкляревський та Віктор Придувалов (монтаж) | Земля                                |
| 2015 | «На небі» (Live)                                                  | Віктор Придувалов                                    | Земля                                |
| 2015 | «Не твоя війна»                                                   | Говард Грінхолл                                      | Без меж                              |
| 2015 | «Життя починається знов»                                          | Володимир Шкляревський                               | Без меж                              |
| 2015 | «Мить»                                                            | Міша Коротєєв та Олексій Соболєв                     | Без меж                              |
| 2016 | «Не йди»                                                          | Ігор Стеколенко                                      | Без меж                              |
| 2017 | «Сонце»                                                           | Віктор Придувалов                                    |                                      |
| 2018 | «Без тебе»                                                        | Анна Бурячкова                                       |                                      |
| 2020 | «Коли ми станем собою»                                            | Анна Бурячкова                                       |                                      |
| 2021 | «#БезТебеМенеНема»                                                | Оксана Курмаз                                        |                                      |
| 2021 | «Країна дітей» feat. alyona alyona                                | Віктор Придувалов, Ярослав Пілунський                |                                      |
| 2021 | «Місто весни»                                                     |                                                      |                                      |
| 2021 | «Перемога»                                                        |                                                      |                                      |
| 2022 | «Весна»                                                           | Іван Шоха                                            | TBA                                  |
| 2023 | «Коли ми двоє»                                                    | Антон Ковальський                                    |                                      |
| 2024 | «Відповідь»                                                       | Макс Сметана                                         |                                      |
| 2024 | «Voices Are Rising» (англ.)                                       | Лео Феймер                                           | Lighthouse                           |
| 2024 | «Той день» (спільно із «YAKTAK», «Kola», «SHUMEI» і «Jerry Heil») | Юрій Катинський                                      |                                      |
| 2024 | «Lighthouse» (сіпльно із «Джон Резнік») (англ.)                   |                                                      | Lighthouse                           |
| 2024 | «Мукачево»                                                        |                                                      | Той день                             |
| 2024 | «Як ніколи»                                                       | Микита Квасніков                                     | Той день                             |

Після складання депутатського мандату, в серпні 2020 року випустив сингл «Коли ми станем собою», у грудні 2020 року випустив кліп на нову пісню «Тримай». На початку 2021 року відбулась прем'єра нового авторського проекту «Оранжерея», у якому були представлені такі пісні, як «Знову», «Саме та», «Без причини».